# Metszetgráf

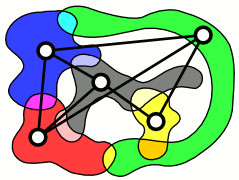
Példa egymást metsző halmazok által meghatározott gráfra.

A matematika, azon belül a gráfelmélet területén egy metszetgráf (angolul: intersection graph) olyan gráf, ami halmazok metszeteinek feleltethető meg. Bármely gráf megjeleníthető metszetgráfként, de a gráfok egyes fontos és speciális osztályai az alapján definiálhatók, hogy milyen típusú halmazok metszeteként jelennek meg.
A metszetgráfokról és fontos osztályaikról (McKee & McMorris 1999) ad szakszerű áttekintést.

## Formális definíció
Formálisan, egy Si, i = 0, 1, 2, ... halmazcsalád metszetgráfja irányítatlan gráf, melyet a következőképpen kapunk:
minden Si halmazhoz létrehozunk egy vi csúcsot, majd a vi és vj csúcsokat akkor kötjük össze éllel, ha a nekik megfelelő halmazok metszete nem üres, tehát
E(G) = {{vi, vj} | Si ∩ Sj ≠ ∅}.

## Minden gráf metszetgráf
Bármely G irányítatlan gráf megjeleníthető metszetgráfként: G minden vi csúcsához hozzunk létre egy Si halmazt, ami a vi-vel szomszédos élekből áll; két ilyen halmaznak akkor és csak akkor nem üres a metszete, ha a megfelelő csúcsokat él köti össze. (Erdős, Goodman & Pósa 1966) hatékonyabb konstrukciót talált ki (abban az értelemben, hogy a szükséges Si halmazok összes elemszáma kisebb lehet), amiben a halmazok elemeinek száma legfeljebb n2/4, ahol n a gráf csúcsainak száma. Erdősék (Szpilrajn-Marczewski 1945)-nek tulajdonítják a megfigyelést, hogy minden gráf metszetgráf, de figyelemre érdemes még (Čulík 1964) is. Egy gráf interszekciós száma  a gráf metszetgráfként való megjelenítéshez minimálisan szükséges elemek száma.

## Metszetgráfok osztályozása
Számos fontos gráfcsalád leírható bizonyos fajtájú halmazcsaládok, például valamely mértani alakzatból kinyerhető halmazok metszetgráfjaként:
- Az intervallumgráfok a valós számegyenes intervallumainak, vagy egy útgráf összefüggő részgráfjainak metszetgráfjai.
- Az egység-intervallumgráfok a valós számegyenes egységnyi intervallumainak metszetgráfjai.
- A körívgráf egy körön vett, zárt körívekből képzett metszetgráf.
- A sokszög–kör-gráf (polygon-circle graph) egy körön lévő csúcsokkal rendelkező sokszögek metszetgráfjai.
- A húrgráfok egyik karakterizálása, hogy egy fa összefüggő részgráfjainak metszetgráfjai.
- A trapézgráf két párhuzamos vonal által alkotott trapézok metszetgráfja. A permutációs gráf általánosítása, másrészről az összehasonlíthatósági gráfok komplementerei („cocomparability graphs”) által alkotott gráfcsalád speciális esete.
- Az egységkoronggráfok a sík egységkorongjainak metszetgráfjai.
- A húrmetszetgráf (circle graph) egy kör húrjainak metszetgráfja.
- A körpakolási tétel kimondja, hogy a síkgráfok pontosan a sík nem metsző körökkel határolt zárt körlapjainak metszetgráf-alapú osztályaival egyeznek meg.
- A Scheinerman-tétel kimondja, hogy minden síkgráf kifejezhető egyenes szakaszok metszetgráfjaként. Az egyenes szakaszok metszetgráfjaként előálló gráfok azonban nem mind síkba rajzolhatók, és az egyenes szakaszok metszetgráfjainak felismerése NP-nehéz és PSPACE-beli feladat..
- Egy G gráf élgráfja G éleinek metszetgráfja, ahol az éleket két végpontjuk reprezentálja.
- A füzérgráf síkgörbék metszetgráfja.
- Egy gráf boxicitása akkor k, ha felírható k dimenziós hipertéglatestek metszetgráfjaként, de k-nál kevesebb dimenzióban nem.
- A klikkgráf egy gráf maximális klikkjeinek metszetgráfja
- Egy klikkfa blokkgráfja egy gráf kétszeresen összefüggő komponenseinek metszetgráfja

(Scheinerman 1985) karakterizálta a metszetgráfok alapján meghatározott gráfosztályokat, melyek véges gráfok olyan csoportjai, melyek adott halmazcsalád metszetgráfjaiként írhatók le. Szükséges és elégséges, hogy a gráfosztály a következő tulajdonságokkal rendelkezzen:
- Az osztályban lévő gráfok minden feszített részgráfja is az osztályba tartozik.
- Az osztályban lévő gráfok bármely csúcsának klikkre cserélésével kapott gráf is az osztályba tartozik.
- Az osztályhoz tartozik egy gráfokból álló olyan végtelen sorozat, ahol minden gráf a következő gráf feszített részgráfja, és az osztály minden gráfja beletartozik a sorozatba.

Ha a metszetgráf-reprezentációnál megköveteljük, hogy különböző csúcsokat különböző halmazoknak kell megjelenítenie, akkor a klikkbővítési tulajdonság elhagyható.

## Kapcsolódó fogalmak
A metszetgráfok rendezéselméleti analógiái a bennfoglalási rendezési relációk. Ahhoz hasonlóan, ahogy a gráf metszetgráf-reprezentációjában minden csúcsot egy-egy halmaz címkéz meg, és a csúcsok pontosan akkor szomszédosak, ha a halmazaiknak nem üres a metszete, egy részbenrendezett halmazon értelmezett f bennfoglalási reláció a halmaz minden elemét egy-egy halmazzal címkézi meg oly módon, hogy a részbenrendezés bármely x és y elempárjára a x ≤ y reláció pontosan akkor áll fenn, ha f(x) ⊆ f(y).

## Fordítás
- Ez a szócikk részben vagy egészben az Intersection graph című angol Wikipédia-szócikk ezen változatának fordításán alapul.  Az eredeti cikk szerkesztőit annak laptörténete sorolja fel. Ez a jelzés csupán a megfogalmazás eredetét és a szerzői jogokat jelzi, nem szolgál a cikkben szereplő információk forrásmegjelöléseként.